# Augustusbrücke
Augustusbrücke er en bro i Dresden i den tyske delstat Sachsen. Broen krydser Elben og forbinder Innere Neustadt i nord med den historiske bymidte mod syd.
Der har været en bro på samme beliggenhed siden mindst det 12. århundrede. Under August 2. af Polen og Sachsen blev der opført en ny sandstensbro med 12 buer mellem 1727 og 1731. Denne bro blev erstattet af den nuværende bro, også af sandsten, med 9 buer for at give mere plads til flodtrafikken. Den blev designet af Wilhelm Kreis og Theodor Klette. Den nuværende bro er opført mellem 1907 og 1910.
Tre sporvognslinjer fra Dresdner Verkehrsbetribe kører over broen. I 2019 blev alle linjer omdirigeret på grund af opbygningsarbejde.